# Sphyrospermum lanceolatum
Sphyrospermum lanceolatum är en ljungväxtart som beskrevs av J.L. Luteyn. Sphyrospermum lanceolatum ingår i släktet Sphyrospermum och familjen ljungväxter. Inga underarter finns listade i Catalogue of Life.